# Karstia
Karstia là một chi nhện trong họ Theridiosomatidae.

## Các loài
- Karstia coddingtoni (Zhu, Zhang & Chen, 2001)
- Karstia cordata Dou & Lin, 2012
- Karstia nitida Zhao & Li, 2012
- Karstia prolata Zhao & Li, 2012
- Karstia upperyangtzica Chen, 2010}}